# Welcome To The Masquerade
Welcome To The Masquerade е петият студиен албум от канадската хардрок група Thousand Foot Krutch. Той е представен на 8 септември 2009 г. Тревър Макневън, фронтмен на групата, заявява: „Да, мисля, че новият албум е определено по-агресивен. В някои отношения, това е най-тежкият албум, който сме правили някога.“ Албумът влиза в класацията Билборд Топ 200 под номер 35.

## Списък на песните
1. The Invitation (Intro) 0:59
2. Welcome To The Masquerade 3:41
3. Fire It Up 3:07
4. Bring Me To Life 3:36
5. E For Extinction 3:51
6. Watching Over Me 4:18
7. The Part That Hurts The Most (Is Me) 3:59
8. Scream 3:26
9. Look Away 4:01
10. Forward Motion 3:54
11. Outta Control 3:27
12. Smackdown 3:21
13. Already Home 4:30
14. Shook 3:25
15. Take It Out On Me 3:17
16. Anyone Else 3:35

## Сингли
- Bring Me To Life
- Forward Motion
- Fire It Up
- Already Home
- E For Extinction
- Look Away